# シープスキン効果
シープスキン効果（シープスキンこうか、英語:sheepskin effect）は、同等の教育を受けた人間でも、学位を持つか否かによって収入が大きく変わる効果。応用経済学上の用語で、シグナリング効果の一種。シープスキンとは、古くは羊皮紙に印刷されていた学位記を指す言葉である。
例えば、学生Aが1単位足らず学位を取得していないが、学生Bは同じ教育課程で学位を取得していた場合、2人の学歴はほぼ同じである。しかし、シープスキン効果により、学生Bは学生Aより大きな収入を得ることになる。